# Screams from the Gutter
| Recensione                                                    | Giudizio |
| ------------------------------------------------------------- | -------- |
| (EN) Screams from the Gutter, su AllMusic, All Media Network. |          |
| Piero Scaruffi                                                | (7/10)   |

Screams from the Gutter è il secondo album del gruppo musicale italiano Raw Power, pubblicato nel 1985.

## Tracce
Testi e musiche di M. Codeluppi, eccetto ove indicato.
Lato 1
1. State Oppression - 1:30
2. Joe's the Best - 1:51
3. Bastard - 0:57 (G. Codeluppi)
4. A Certain Kind of Killer - 1:07
5. Army - 1:36 (Stefanini)
6. My Boss - 1:17
7. No Card - 1:27
8. Power - 0:52
9. Start a Fight - 2:23

Lato 2
1. Don't Let Me See It - 2:25
2. Hate - 1:59
3. Raw Power - 0:59
4. Our Oppression - 1:18
5. We're All Gonna Die - 1:44
6. Police, Police - 1:03
7. Nihilist - 1:22
8. Politicians - 2:00 (Stefanini)

## Formazione
- Mauro Codeluppi - voce
- Davide Devoti - chitarra solista
- Giuseppe Codeluppi - chitarra ritmica
- Maurizio Dodi - basso
- Helder Stefanini - batteria

### Produzione
- Paul Mahern - produzione e ingegneria del suono
- Vince Rancid - copertina